# Jarmelo São Miguel
Jarmelo São Miguel es una freguesia portuguesa del municipio de Guarda, distrito de Guarda.

## Otras denominaciones
La freguesia también es conocida por los nombres de Jarmelo (São Miguel) y São Miguel do Jarmelo.

## Localización
Está situada en los contrafuertes de la Sierra de  la Estrella, a unos 15 km de la capital del municipio. 

## Organización territorial
Además de la localidad sede de la freguesia, forman parte de ella en la actualidad otras seis localidades: Alto de Valdeiras, Lobatos, Montes, Quinta do Silva, Ribeira dos Carinhos y Valdeiras.

## Historia
Junto con la freguesia de Jarmelo São Pedro, formó parte de la antigua vila de Jarmelo, sede de un municipio extinguido el 31 de diciembre de 1855, en cuya fecha ambas pasaron al municipio de Guarda. 
El 28 de enero de 2013 la freguesia de Ribeira dos Carinhos fue suprimida en aplicación de una resolución de la Asamblea de la República de Portugal promulgada el 16 de enero de 2013, al pasar a formar parte de esta freguesia.

## Demografía
| Gráfica de evolución demográfica de Jarmelo São Miguel entre 2011 y 2021 |
|                                                                          |
| Datos según el nomenclátor publicado por el INE portugués.               |